# Anna Brandoli
Anna Brandoli (* 25. Juli 1945 in Mailand) ist eine italienische Comiczeichnerin.

## Leben
Anna Brandoli war zunächst einige Jahre als Werbe-Illustratorin tätig. 1977 debütierte sie in dem Magazin Linus mit dem Comic La Strega, getextet von Renato Queirolo, mit dem sie weiterhin zusammenarbeitete. 1980 zeichnete sie eine Comicversion von Der Zauberer von Oz.
1984 erschien erstmals der historische Dreiteiler Rebecca in der Zeitschrift Orient Express. Im selben Jahr wurde sie mit dem Yellow Kid ausgezeichnet. 1987 folgten die Kurzgeschichten Alias für die Zeitschrift Comic-Art. 1991 veröffentlichte sie das Album Cuba 42, das auch in Deutschland beim Carlsen Verlag erschien.